# Донская площадь
Донска́я пло́щадь (название с XVII века) — площадь в Южном административном округе города Москвы на территории Донского района.

## История
Площадь получила своё название в XVII веке по расположению поблизости от Донского монастыря и прилегавшей к нему Донской монастырской слободы.

## Расположение
Донская площадь ограничена с севера улицей Стасовой (проходит с запада на восток), с востока — Донской улицей (проходит с севера на юг), с юга — 4-м Донским проездом (проходит с запада на восток), с запада — 3-м Донским проездом (проходит с севера на юг). Северо-восточнее площади расположен Донской монастырь.

## Примечательные здания и сооружения
По нечётной стороне:
- д. 1—3 — Донской монастырь.

## Транспорт

### Наземный транспорт
По Донской площади не проходят маршруты наземного общественного транспорта. Южнее площади, на улице Орджоникидзе, расположена остановка «Университет Дружбы Народов» трамваев 14, 39.

### Метро
- Станция метро «Ленинский проспект» Калужско-Рижской линии — юго-западнее площади, на пересечении Третьего транспортного кольца с улицей Вавилова и Ленинским проспектом.
- Станция метро «Шаболовская» Калужско-Рижской линии — северо-восточнее площади, на улице Шаболовке.